# Saint-Laurent-d’Olt
Saint-Laurent-d’Olt – miejscowość i gmina we Francji, w regionie Oksytania, w departamencie Aveyron. W 2013 roku populacja gminy wynosiła 713 mieszkańców. Przez teren gminy przepływa rzeka Lot. Gmina położona jest na terenie Parku Regionalnego Grands Causses. 